# Jean Braquet
Jean Braquet (* 6. Mai 1922 in Luxemburg) ist ein ehemaliger luxemburgischer Fußballspieler.
Braquets Heimatverein war The National Schifflange. Am 28. Juli 1946 stand er beim Freundschaftsspiel der luxemburgischen Fußballnationalmannschaft gegen Norwegen (3:2) in der Startelf. Es blieb sein einziges Länderspiel.